# Титус, Ромек і А'Томек
Титус, Ромек і А'Томек — серія коміксів Генрика Єжи Хмелевського, що видається від 1957 року по сьогоднішній день. Спочатку була опублікована на сторінках молодіжної газети «Світ Молодих» (вперше 22 жовтня 1957), з 1966 року — також у книжній версії. Це найдовше видавана польська серія коміксів.

## Історія
Два скаути (можливо, двоюрідні брати), Ромек і А'Томек — намагаються гуманізувати людиноподібну мавпу — Титуса де Зоо, яка, всупереч зовнішності, має більше людських якостей, ніж мавпячих. Наступні томи коміксів — це подорожі героїв у різні галузі знань на оригінальних транспортних засобах, сконструйованих проф. T.Алентою або A'Томком. В кожній книзі герої постають в іншій ролі. Титус, Ромек і А'Томек завжди потрапляють в біду, але завжди легко можуть з неї вийти.
Світ у коміксах дуже абсурдний і має блискучий гумор, і, водночас, містить безліч освітніх посилань про географію, охорону природи або історію (так би мовити «вчить забавляючи»).

## Головні герої
Спочатку героями коміксу були два хлопці — Ромек і А'Томек (у виданнях альбому вони були представлені як скаути, ця зміна була введена в 1965 році внаслідок тиску Видавництва харцерського, в перших оповіданнях, зібраних у Книзі Зеро. Вони мають до скаутів лише умовне відношення). Потім до них приєднався шимпанзе Титус.
- Титус де Зоо (Titus de Zoo) — шимпанзе, тестер транспортних засобів, знайдений в ракеті (у версії від газети «Світ молодих») або намальованих Татусем Хмелем (Papciem Chmielem) — псевдонім Генрика Єжи Хмелевського (у версії з книги I), всюдисущий, мужній, добродушний, геніальний, але іноді капосний — головний герой усіх коміксів. Спочатку в «Світі Молодих» у нього був хвіст, але через деякий час хвіст «зник». У альбомних виданнях шимпанзе був залучений хлопчиками до скаутів.
- Ромек — високий, худий, довговолосий, дражливо-бунтарський, водночас боягузливий. Він піддає сумніву можливість гуманізації Титуса.
- A'Томек — низький, повний, розумний, зарозумілий, з лідерськими навичками (в альбомному виданні він був «застемповим» — звання у польських скаутів). Його хобі — це створення коротких віршів. Головний серед трійки героїв.
- професор T.Алент — (іноді просто називається «Талент», тобто талант польською) ексцентричний вчений, винахідник, творець і засновник Всехзбиткового інституту, де створюються фантастичні апарати та інші винаходи для Титуса, Ромека і A'Томека. Має багато мишей, на яких перевіряє свої експерименти. Вони часто граються у його волоссі або лазять по ньому.
- Татусь Хміль (Papcio Chmiel) — мультяшна версія автора коміксу, художника-митця, випадкового творця Титуса, вихователя і морального авторитета Титуса, Ромека і А'Томека. Він часто втручається в пригоди героїв. Прикладом може бути ситуація, в якій він спочатку домалював сильніші м'язи для Титуса, щоб той міг виграти змагання, однак згодом, коли шимпанзе був дискваліфікований, він намалював для нього дайвінг-набір як втішний приз.

## Книги

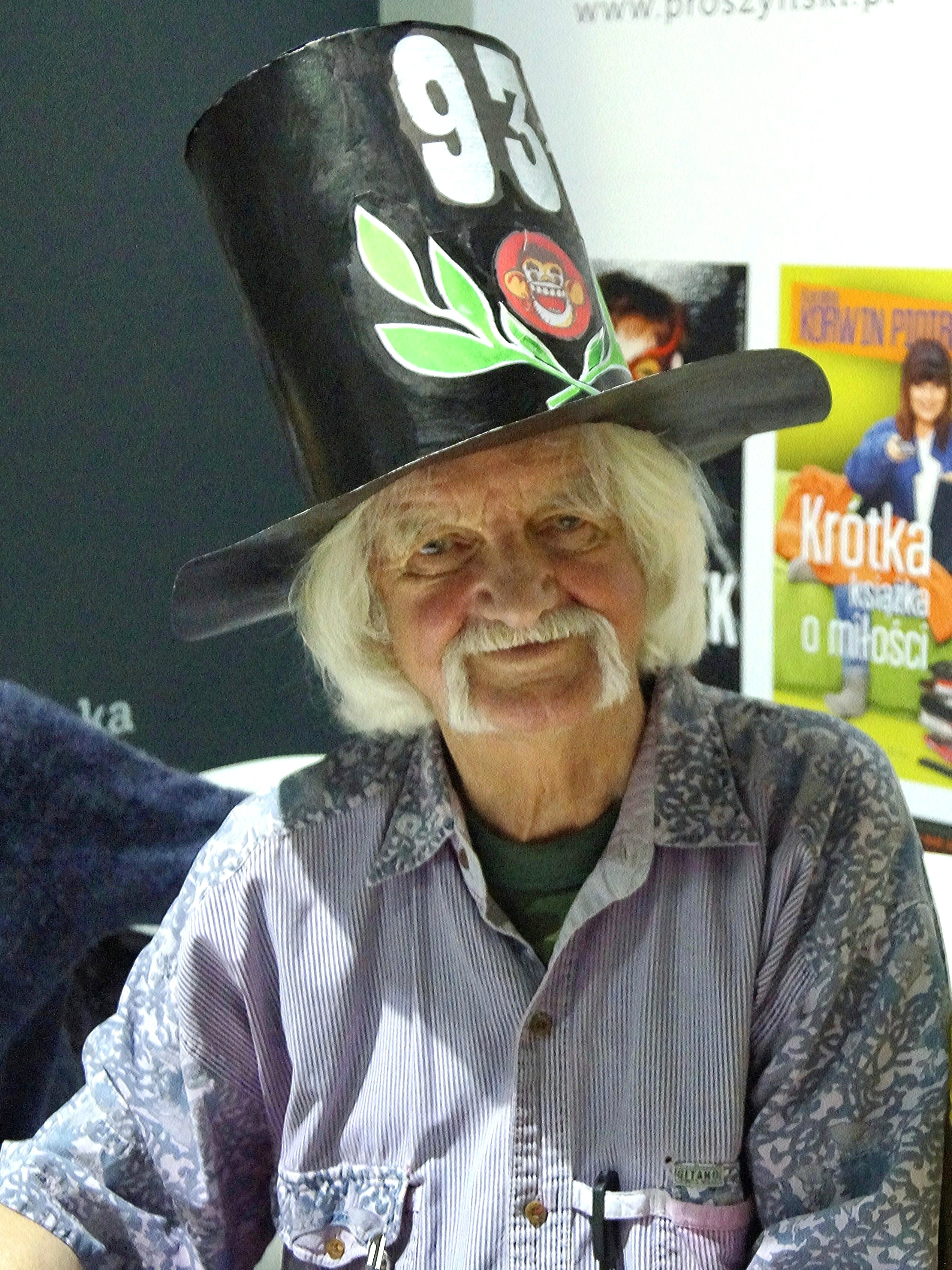
Генрик Єжи Хмелевський

До серії ввійшов 31 альбом, названий «книгою» і 8 книг-збірок під загальною назвою «Золота книга пригод», а також альбоми, що містять передруки зі «Світу Молодих» та інших газет, «Книга ТВП» та колекційні видання:
- Книга I — Титус-скаут (народження і гуманізація Титуса, перед приєднанням до скаутів)
- Книга II — Титус отримує «розальське» посвідчення водія (герої отримують водійські права, навчаються правил дорожнього руху, транспортний засіб — кінь Розалія)
- Книга III — Титус-космонавт (герої викрадають ракету і подорожують в космосі, дізнаючись про інопланетні форми життя, транспортні засоби — дві ракети, і космічна тварина Карбулот)
- Книга IV — солдат Титус (герої граються в армію, як нагороду на конкурсі малювання проводяться справжні військові навчання, транспортний засіб — Ракетавіз, танк)
- Книга V — Подорож до чверті світу (герої відправляються в подорож до чверті світу, познайомившись з такими місцями, як Швеція, Англія, Арктика, Куба, Африка, Артек (СРСР), транспортний засіб — Ванноліт)
- Книга VI — Титус-олімпієць (Ромек і А'Томек вирішили відправити Титуса на Олімпійські ігри, для цього вони готують його в різних видах спорту, транспортний засіб — Труболіт)
- Книга VII — Титус покращує двійку з географії Польщі (кінець навчального року, а Титус повинен виправити оцінку з географії Польщі, Ромек і А'Томек показують йому нашу країну, транспортний засіб — Реактивний ранець)
- Книга VIII — Титус-астроном (Акція Фромборк, герої допомагають очистити одне з міст Коперника, магічний апарат переносить їх у минуле, щоб вони могли самі зустрітися з великим астрономом)
- Книга IX — Титус на Дикому Заході (Титус встрибає до вестерну  в кінотеатрі та стає ковбоєм, Ромек і Атомек поспішають йому на допомогу)
- Книга X — Захист природи (герої випробовують новий транспортний засіб, що здійснює аварійну посадку на безлюдному острові, через брак пального хлопці проходять через всю епоху розвитку людства щоб його виробити, чим забруднюють острівне середовище, транспортні засоби — Мелеліт і в версії 1991 року — Кавомолколіт)
- Книга XI — Захист історичних пам'яток (рятуючи руїну історичної пам'ятки замку від демонтажу, герої зустрічають привида, який переміщує їх у часи стародавньої Польщі, щоб вони могли викрасти плани будівництва цього замку, беручи участь у нападі Хитрозлотки на князя Єдзослава, транспортний засіб — Прасоліт)
- Книга XII — Операція Бєщади 40 (герої як в скаутській акції Бєщади 40 виїжджають в ці гори, щоб побудувати там станицю (скаутську базу), транспортний засіб — Дзиголіт)
- Книга XIII — Експедиція на Острови Нонсенсу (проф. Т.Алент закликає хлопчиців досліджувати невідомі Острови Нонсенсу, населені невідомими народами, транспортними засобами — Слайдоліт 1 і Слайдоліт 2)
- Книга XIV — Нові методи викладання (Ромек і А'Томек організовують школу для Титуса і намагаються навчати його звичайних шкільних предметів, допомагає в цьому навчальна машина професора Т.Алента, транспортний засіб — Свистколіт)
- Книга XV — геолог Титус (Знову проф. Т.Алент має для хлопців завдання — дослідити те, що під землею, транспортний засіб — Викруткач)
- Книга XVI — Титус-журналіст (Титус випадково отримує посаду головного редактора і починає разом з Ромеком і А'Томеком збирати матеріали для статей, транспортний засіб — Сифоноліт)
- Книга XVII — Гуманізація Титуса за допомогою навчання музиці (Ромек і А'Томек ставлять собі за мету навчати Титуса музики, щоб зробити його більш схожим на людину, на останок Титуса викрає НЛО, тепер він навчає музики прибульців, транспортний засіб — Окариноліт)
- Книга XVIII — Титус-художником (цього разу Титус гуманізований малюванням, починає займатись самоосвітою після того, як відкриває можливість встрибування до картин і його викрадають, транспортний засіб — Аерографоліт)

- Книга XIX — Титус-актор (Ромек і А'Томек силою уяви переносять Титуса в різні епохи, де стають акторами)
- Книга ХХ — Друга експедиція на Острови Нонсенсу (новим транспортним засобом головні герої вирушають на відкриття невідомих ще Островів Нонсенсу, транспортний засіб — Відеоглюколіт)
- Книга XXI — Титус серед мурах (хворого Титуса натирають мурашиним спиртом і під час сну він разом із Ромеком і А'Томеком відвідує мурашник; транспортний засіб — Форміцікусоліт)
- Книга XXII — Титус-гангстер (збиточник Титус для експерименту стає приборкувачем гангстерів, транспортний засіб — Гангстероліт)
- Книга ХХІІІ — Титус і глюкотики (Титус дізнається неприйнятність прийому глюкотиків, разом з Ромеком і А'Томеком вони їдуть на свою фабрику, транспортний засіб — Глюкотиколіт)
- Книга XXIV — Титус в НАТО (до того як Польща приєдналася до НАТО герої вирішили пройти нову підготовку до військової служби, транспортний засіб — Ванноліт, змінена назва Ваннатоліт)
- Книга XXV — Титус одружується (з'являється Шимпанся, в яку Титус закохується, жінка приходить в життя героїв, транспортний засіб — дирижабль)
- Книга XXVI — Медовий місяць (Титус мріє про поїздку в медовий місяць з Шимпансею, потрапляють на розкопки в селі Швейцарія (нині житловий комплекс в Сувалки), автомобіль — Loveліт)
- Книга XXVII — Титус є художником графіті (герої бачать різні сни, наприклад, Титусу сниться що він є виробником штрих-кодів)
- Книга XXVIII — Титус-інтернавт (Титус відсканований до інтернету, транспортний засіб — Лайвсканнер/Сушарколот)
- Книга XXIX — Титус-пекар (Титус, Ромек і А'Томек переносяться у середньовічний Торунь, A'Томек є власником пекарні, Ромек підмайстер, а Титус ученик)
- Книга ХХХ — Експедиція по плоди Хихикань (провідна тема Книги ХХХ — це боротьба з ожирінням професора Т.Аланта, в якому Титус, Ромек і Атомек, звісна річ, відіграють головні ролі.) Подія, як завжди, наповнена пригодами і забавними інцидентами. Професор Талент хоче бути струнким і здоровим, для досягнення цього трійка героїв приступає до важкої праці, транспортний засіб — Капустогорохоліт)
- Книга ХХХІ — Титус є вболівальником (Титус намагається вилікувати свій невроз за допомогою різних тварин)
- «Книга ТВП» — вийшла в 2000 році.
- «Книга Зеро» — містить коротенькі історії, що раніше публікувалися в газеті "Світ Молодих". Вийшла у 2002 році.
- «Книга 80-річчя» — перевидання з газети "Світ Молодих". Опубліковано з нагоди 80-річчя Татуся Хмеля у 2003 році.
- «Титус, Ромек і А'Томек як Варшавські повстанці в 1944 році, з уяви Татуся Хмеля намальовані» — випущений в 2009 році — альбом містить 36 сторінок з пригодами Титуса, Ромека і А'Томека під час Варшавського повстання.
- «Титус, Ромек і А'Томек у Варшавській битві 1920 з уяви Татуся Хмеля намальовані» — випущений в 2010 році — альбом містить 36 сторінок з пригодами Титуса, Ромека і А'Томека у Варшавській битві.
- «Титус, Ромек і А'Томек у битві грюнвальдській з уяви Татуся Хмеля намальовані» — прем'єра 12 травня 2011 року — альбом містить 38 сторінок з пригодами Титуса, Ромека і А'Томека до і під час Грюнвальдської битви.
- «Титус, Ромек і А'Томек в відсічі Відня в 1683 році з уяви Татуся Хмеля намальовані» — прем'єра 13 травня 2012 — альбом містить понад 36 сторінок з пригодами Титуса, Ромека і А'Томека до і під час Віденської битви.
- «Титус, Ромек і А'Томек в війні за американську незалежність з уяви Татуся Хмеля намальовані» — прем'єра 9 травня 2013 — альбом містить 39 сторінок з пригодами Титуса, Ромека і А'Томека до і під час Війни за незалежність США.
- «Титус, Ромек і А'Томек, як лицарі Болеслава Кривоустого з уяви Татуся Хмеля намальовані» — прем'єра в травні 2014 року — Титус, Ромек і А'Томек постануть в ролі лицарів Болеслава Кривоустого.
- «Титус, Ромек і А'Томек дізнаються історію польського національного гімну з уяви Татуся Хмеля» — прем'єра жовтня 2016 року.
- «Титус, Ромек і А'Томек святкують 100-річчя від дня здобуття незалежності Польщі з уяви Татуся Хмеля» — прем'єра 25 вересня 2018 року.

## Зіставлення книг та назв транспортних засобів
Якщо не подано інакше, автором транспортних засобів був проф. Т.Алент
| Книга  | Рік першого видання | Назва книги                                      | Транспортні засоби                      |
| ------ | ------------------- | ------------------------------------------------ | --------------------------------------- |
| I      | 1966                | Титус — скаутом                                  | –                                       |
| II     | 1967                | Титус отримує водійські права                    | Розалія створена А'Томком               |
| III    | 1968                | Титус космонавт                                  | ракета 1 і 2, космічна тварина Карбулот |
| IV     | 1969                | Титус солдат                                     | Ракетовіз                               |
| V      | 1970                | Подорож до чверті світу                          | Ванноліт                                |
| VI     | 1971                | Титус олімпійцем                                 | Труболіт                                |
| VII    | 1972                | Титус виправляє двійку з географії Польщі        | реактивні ранці                         |
| VIII   | 1973                | Титус здобуває спеціальність астронома           | Апаратик (машина часу)                  |
| IX     | 1974                | Титус на Дикому заході                           | –                                       |
| X      | 1975                | Охорона природи                                  | Мелеліт/Кавомолколіт                    |
| XI     | 1977                | Захист пам'яток                                  | Прасколіт                               |
| XII    | 1977                | Операція Бєщади 40                               | Дзиголіт                                |
| XIII   | 1979                | Експедиція на Острови Нонсенсу                   | Слайдоліт                               |
| XIV    | 1980                | Нові методи викладання                           | Свистколіт                              |
| XV     | 1982                | Титус геологом                                   | Викруткач                               |
| XVI    | 1981                | Титус-журналіст                                  | Сифоноліт                               |
| XVII   | 1985                | Гуманізація Титусая за допомогою навчання музиці | Окариноліт/спусковий апарат Мандоліна   |
| XVIII  | 1987                | Титус — художником                               | Аерографоліт                            |
| XIX    | 1992                | Титус актор                                      | –                                       |
| XX     | 1992                | Друга експедиція на Острови Нонсенсу             | Відеоглюколіт                           |
| XXI    | 1994                | Титус серед мурах                                | Форміцікусоліт                          |
| XXII   | 1996                | Титус гангстер                                   | Гангстероліт. Кібер. 2 промені          |
| XXIII  | 1997                | Титус і глюкотики                                | Глюкотиколіт                            |
| XXIV   | 1998                | Титус в NATO                                     | ВанNATOліт                              |
| XXV    | 2000                | Титус одружується                                | Дирижабль                               |
| XXVI   | 2001                | Медовий місяць Титуса                            | Loveліт                                 |
| XXVII  | 2002                | Титус є художником графіті                       | –                                       |
| XXVIII | 2003                | Титус в інтернеті                                | Livescaner/Suszarkolot                  |
| XXIX   | 2004                | Титус-пекар                                      | –                                       |
| XXX    | 2006                | Експедиція по плоди Хихикань                     | Капустогорохоліт                        |
| XXXI   | 2008                | Титус є вболівальником                           | –                                       |

## Організації з коміксу
- Редископубліка Неума (або Децибеліани) — вигадана організація. Метою цієї організації була навчання музики на планеті Неума. Оскільки рівень шуму досягає 200 децибел, організація була розформована з урахуванням настання запланованої доктором Отітісом години Ц (тобто 17:02). Редискозидентом Неуми був Титус де Зоо. Противником редископубліки Неуми була Бойова Організація Антишумова.
- Бойова Організація Антишумова (скорочено БОА, або Тихошани) — вигадана організація. Метою БОА було врятування планети Неума від глухоти. Шефом в БОА був доктор Отітіс. БОА була ворожою організацією щодо Редископубліки Неуми.

## Газетні видання коміксів, колекційні видання і т.п.
- Tytus, Romek i A’Tomek – W kosmosie. Spotkanie z Tytusem., „Świat Młodych” 1957
- Tytus, Romek i A’Tomek – Podróż do Australii., „Świat Młodych” 1958
- Tytus, Romek i A’Tomek – Na Wyspach Bożego Narodzenia., „Świat Młodych” 1959
- Tytus, Romek i A’Tomek – Podróż w czasie., „Świat Młodych” 1960, wyd. albumowe zmienione: Księga VIII
- Tytus, Romek i A’Tomek – Różne przygody., „Świat Młodych” 1961
- Tytus, Romek i A’Tomek – Na obozie harcerskim., „Świat Młodych” 1962, wyd. albumowe zmienione: Księga I
- Tytus, Romek i A’Tomek – Rozalia., „Świat Młodych” 1962, wyd. albumowe zmienione: Księga II
- Tytus, Romek i A’Tomek – Podróż poduszkowcem., „Świat Młodych” 1963
- Tytus, Romek i A’Tomek – Tytus w redakcji. Zawody Tytusa., „Świat Młodych” 1964
- Tytus, Romek i A’Tomek – Wyprawa autokonikiem i wirolotem., „Świat Młodych” 1964
- Tytus, Romek i A’Tomek – Spółdzielnia „Odnawianko”., „Świat Młodych” 1965
- Tytus, Romek i A’Tomek – Zabawa w wojsko., „Świat Młodych” 1965, wyd. albumowe zmienione: Księga IV
- Tytus, Romek i A’Tomek – W kosmosie., „Świat Młodych” 1966, wyd. albumowe zmienione: Księga III
- Tytus, Romek i A’Tomek – Jednoplanszowe przygody., „Świat Młodych” 1967
- Tytus, Romek i A’Tomek – Wyprawa wannolotem na olimpiadę w Meksyku., „Świat Młodych” 1968
- Tytus, Romek i A’Tomek – Tytus w szkole., „Świat Młodych” 1970
- Tytus, Romek i A’Tomek – Western., „Świat Młodych” 1970, wyd. albumowe zmienione: Księga IX
- Tytus, Romek i A’Tomek – Wyprawa pod głaz babci Straszakowej., „Świat Młodych” 1971
- Tytus, Romek i A’Tomek – Mielolotem przez epoki historyczne., „Świat Młodych” 1972
- Tytus, Romek i A’Tomek – Wycieczka zimowa. Wyprawa na Wyspy Mrówcze., „Świat Młodych” 1973
- Tytus, Romek i A’Tomek – Wyprawa młynkolotem., „Świat Młodych” 1974
- Tytus, Romek i A’Tomek – 35 lat „Świata Młodych”., „Świat Młodych” 1984
- Tytus, Romek i A’Tomek – W teatrze., „Świat Młodych” 1985
- Tytus, Romek i A’Tomek – Historie przedksiążeczkowe., „Super Boom” 1993-1994
- Tytus – Reklama lodów., „Super Boom” 1994
- Tytus, Romek i A’Tomek – Humoreski., „Gazeta Wyborcza” wyd. krakowskie 1994
- Tytus, Romek i A’Tomek – Humoreski., „Super Express – Gilotyna” 1996
- Tytus i telewizja, Super-TV 1996
- Tytus gorylem, Krakers 1997
- Tytus na WOŚP, 1999
- Tytus księga TVP, Biuro reklamy TVP 2000
- Tytus sprzedaje maszynkę do ostrzenia żyletek, Biuro reklamy TVP 2000

## Екранізації та комп'ютерні ігри.
- У 1989-1990 рр. в Познанській анімаційній студії Полтел (Studiu Filmów Animowanych Poltel) були створені два 10-хвилинні епізоди мультфільму про пригоди Титуса, Ромека і А'Томека. режисером першого епізоду був Вітольд Герш, а другого Вальдемар Страйковський. Озвучили: Аліна Хойнацька-Пжездяк, Густав Луткевич, Аркадіуш Незгода, Домінік Порєцький, Ришард Олесіньський та Евгеніуш Робачевський.
- Група Blenders записала пісню "Банан і дерево", яка вмістом нав'язувалась до коміксу, а музичний відеокліп включав анімовані вставки, що зображували різні сцени з коміксів Татуся Хмеля. Ідея та реалізація музичного кліпу ANIM Марека Кузницького. Відео було емітоване, серед іншого на MTV.
- У 2002 році з'явився повнометражний анімаційний фільм під назвою «Титус, Ромек і А'Томек серед крадіїв мрій» (реж. Лешек Галиш, сцен. Малгожата Сікорська-Міщук) а також компакт-диск із саундтреком з цього фільму. Це не є адаптація жодного коміксу. Титуса озвучив Марек Кондрат, Ромека — Войцех Малайкат і Пйотр Гансовський — А'Томека. Інших персонажів озвучили Анджей Хира (Салігія), Артур Барціс (Олів'єро) і Павло Щесний (Професор Т.Алент).
- У січні 2005 року була випущена комп'ютерна пригодницько-аркада гра "Титус, Ромек і А'Томек", в якій гравець, що втілювався в Титуса, повинен був припинити повстання бунтівних роботів.

## Нагороди та відзнаки
В 2009 році Пошта Польщі ввела в оббіг три марки з героями коміксу, представляючи їх наче збірку фотографій з поліцейської картотеки.